# دراگوتین میتیچ
 دراگوتین میتیچ (صربی: Драгутин Митић؛ ۱۶ سپتامبر ۱۹۱۷ – ۲۷ ژوئن ۱۹۸۶) یک تنیس‌باز اهل کرواسی بود.